# Cats and Dinosaurs
Cats and Dinosaurs är en svensk swingensemble från Göteborg, med ett vänsterpolitiskt och feministiskt budskap i sin musik. Bandet har uppträtt sedan 2014, med sin främsta fanbas i Sverige och Tyskland. I september 2024 bestod bandet av nio medlemmar.  Bandet namngavs av gitarristen, huvudsångaren och låtskrivaren Filip Bagewits, eftersom katter och dinosaurier är hans favoritdjur.

## Historia
De första bandmedlemmarna träffades genom att dela en lägenhet, och de började spela ihop. Filip Bagewitz har tillskrivit valet av swingmusik till Tove Casén Nylander, som dansar Lindy Hop. Bandet anordnade sin första spelning på valdagen 2014.
Bandet har varit värd för flera klubbar, däribland Swing illegal, där intäkterna tillföll Ingen människa är illegal, samt en queer Lindy-klubb. Bandet arrangerade världens första queer Lindy-festival.

## Medlemmar
Under 2018 rapporterades följande medlemmar utgöra bandet:
- Filip Bagewitz – sångare, elgitarr, låtskrivare
- Sofia Högstadius – violin, viola
- Johan Axelsson – klarinett, barytonsaxofon
- Christopher Ali Thorén – tenorsaxofon
- Fia Forslund – vibrafon, marimba, slagverk
- David Löfberg – piano, fågelvissla
- Johan Bengtsson – banjo, slagverk
- Tove Casén Nylander – kontrabas
- Julia Schabbauer – trumset

## Diskografi

### Kapitalismen är en dröm
Bandets tredje skiva, Kapitalismen är en dröm, släpptes på Pacaya Records i 2017 efter en crowdfundingkampanj på Kickstarter. Skivomslaget är illustrerat av Sara Granér.